# ریکاردو وایلانا
ریکاردو وایلانا (به پرتغالی: Ricardo Gomes Vilana) هافبک اهل برزیل است که در شهر سائوپائولو و در تاریخ ۱۸ ژوئیهٔ ۱۹۸۱ به دنیا آمده‌است.
ریکاردو وایلانا در تیم‌های فوتبال Portuguesa سابقهٔ حضور دارد.